# Krešimir Čuljak
Krešimir Čuljak (Zagreb, 18. rujna 1970.), hrvatski veslač, osvajač brončane medalje na Olimpijskim igrama u Sydneyu 2000. godine.